# Derek Barton
Sir Derek Harold Richard Barton (n. 8 septembrie 1918, Gravesend, Anglia, Regatul Unit al Marii Britanii și Irlandei – d. 16 martie 1998, College Station⁠(d), Texas, SUA) a fost un chimist britanic, laureat al Premiului Nobel pentru chimie (1969).